# Business-to-Business
Business-to-Business (deutsch „Unternehmen zu Unternehmen“, B2B) ist in der Betriebswirtschaftslehre, im E-Business und allgemein im Marketing der Anglizismus für eine Geschäftsbeziehung zwischen Unternehmen. 

## Allgemeines
Der im E-Business entwickelte Begriff kann auch verallgemeinernd für alle Geschäftsbeziehungen zwischen verschiedenen Wirtschaftssubjekten oder zwischen zwei gleichen Wirtschaftssubjekten verwendet werden. Wirtschaftssubjekte sind Privathaushalte (englisch consumer), Unternehmen (englisch business) und der Staat mit seiner öffentlichen Verwaltung (englisch administration, government). Der Wirtschaftswissenschaftler Thomas Schildhauer definiert wie folgt: „Business-to-Business ist die Bezeichnung für Geschäftsbeziehungen, Geschäftsprozesse und Geschäftsmodelle zwischen Unternehmen“. Gegenstand der Beziehung kann ein Kaufvertrag, Mietvertrag, sonstiger Vertrag oder ein Gesetz sein, aufgrund dessen Güter oder Dienstleistungen gegen Geld (oder ausnahmsweise gegen andere Güter) ausgetauscht werden. 
Bei den beteiligten Unternehmen tritt der Vertrieb des verkaufenden und die Beschaffung des kaufenden Unternehmens miteinander in Verbindung.

## Übersicht aller Geschäftsbeziehungen
Die Geschäftsbeziehungen zwischen einzelnen Wirtschaftssubjekten können wie folgt systematisiert werden:
| Wirtschaftssubjekt    | Privathaushalte Beispiel                                  | Unternehmen Beispiel                        | öffentliche Haushalte Beispiel                            |
| --------------------- | --------------------------------------------------------- | ------------------------------------------- | --------------------------------------------------------- |
| Privathaushalte       | Consumer-to-Consumer Tauschbörsen wie eBay                | Consumer-to-Business Aufträge, Bestellungen | Consumer-to-Administration Steuererklärung, Melderegister |
| Unternehmen           | Business-to-Consumer Lieferung von Waren im Versandhandel | Business-to-Business Interbankenhandel      | Business-to-Administration Lohnsteueranmeldung            |
| öffentliche Haushalte | Administration-to-Consumer Gebührenbescheid               | Administration-to-Business Außenprüfung     | Administration-to-Administration Amtshilfe                |

Auf diese Weise ergeben sich neun Kombinationen von Geschäftsfeldern.
Klassische Form der Business-to-Business-Beziehung ist die Absatz- und Vertriebskette, bei welcher der Hersteller den Großhandel und der Großhandel den Einzelhandel beliefert. Hierzu gehören auch die Lieferanten und Zulieferer in Lieferketten wie  bei der Just-in-time-Produktion.

## Wirtschaftliche Aspekte
Business-to-Business-Beziehungen decken sowohl den Bedarf eines Unternehmens an Investitionsgütern (wie die Beschaffung von Maschinen) und Konsumgütern (wie Büromaterial) als auch den Bedarf an Rohstoffen und sonstigem Material als Werkstoffe in der Produktion.
Während früher im Marketing vornehmlich von Industriegüter- oder Investitionsgütermarketing gesprochen wurde, wird heute von B2B-Marketing gesprochen, um sich vom Konsumgüter-Marketing (auch B2C-Marketing genannt) abzugrenzen. B2B-Marketing umfasst sämtliche Produkte und Leistungen, deren gemeinsames Merkmal der Absatzmarkt ist. Dabei wird nicht differenziert, ob das Gut als Investition oder zum Verbrauch eingesetzt wird. Derartige Produkte und Leistungen schaffen wiederum unternehmerischen Mehrwert.
Ein Teil der Öffentlichkeitsarbeit von Unternehmen wird auch für die Geschäftsbeziehung zu anderen Unternehmen verwendet. Die Anwender eines Produkts sind in der Regel nicht die Entscheidungsträger über die Beschaffung eines Produkts, häufig sind auch mehrere Entscheidungsträger am Beschaffungsprozess beteiligt (wie das Buying Center). Daher ist es notwendig, die Entscheidungsprozesse und die Entscheidungsträger in den Zielunternehmen zu kennen – also Abteilungen, Hierarchieebenen und alle am Entscheidungsprozess beteiligten Personen.
Zur elektronischen Kopplung von Unternehmen werden unterschiedliche Techniken und Standards eingesetzt, zum Beispiel virtuelle Marktplätze, Elektronischer Datenaustausch (EDI), Webservices oder Business-Suchmaschinen.
Im B2B-Markt ist die Anzahl der Kunden in der Regel viel kleiner, als im B2C-Markt. Dafür ist die Kaufkraft pro Business-Kunde in der Regel höher als im B2C-Markt.